# 바흐람 1세

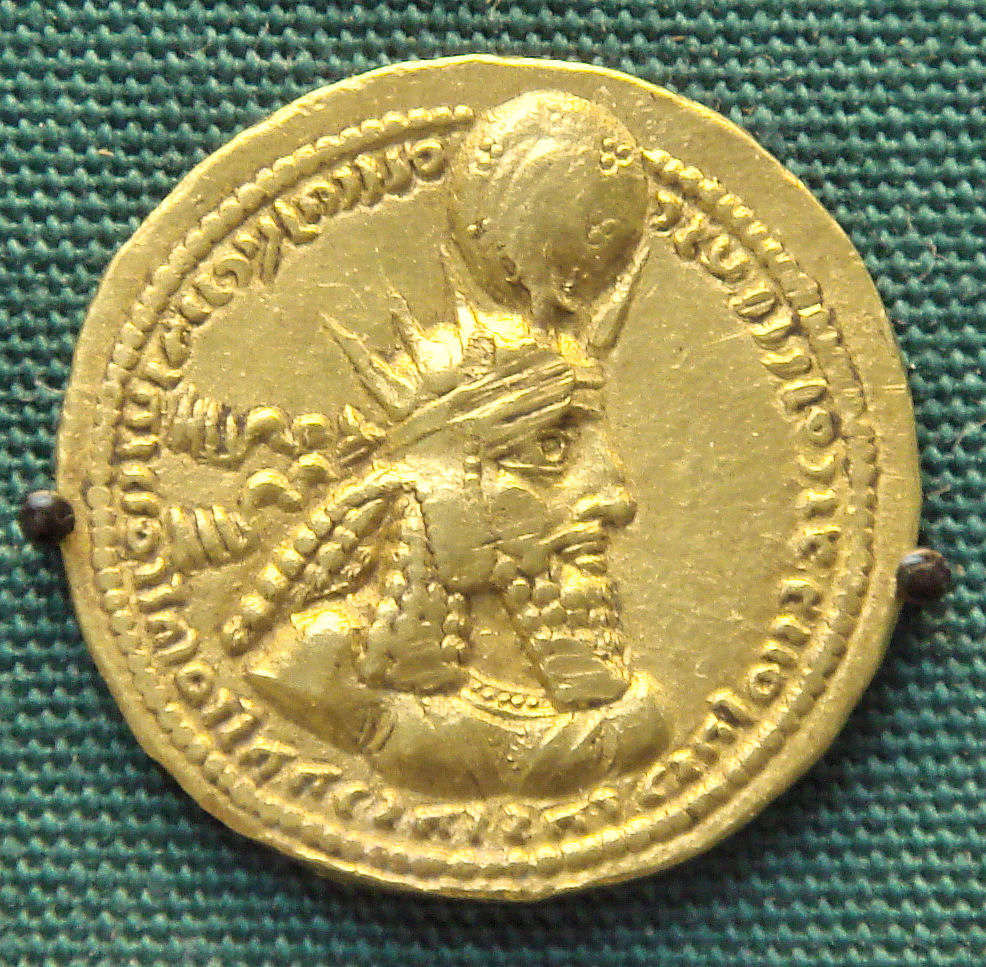
바흐람 1세의 동전

바흐람 1세(페르시아어: بهرام , 영어: Bahram I, ? - 276년)은 사산 왕조 페르시아 제국의 샤한샤이다. 중기 페르시아어(Pahlavi, 팔라비어)로 화폐에나 명문에 쓰일 때는 바하람(wrḥr'n/warhrān)으로 표기하였으며, 후대의 조로아스터교의 문서 등엔 와라후(w'hl'm/wahrām)라고 적었다. 제위에 오르기 전엔 기란(en:Gilan Province)의 왕으로서 카스피해 남부 지역을 통치하고 있었다.

## 생애
샤푸르 1세의 팔라비어 비문에 의하면, 바흐람 1세는 샤푸르 1세의 차남이라고 기록되어 있다. 그러나 그리스, 아바스 왕조의 역사가 타바리의 저서 《예언자들과 제왕들의 서(Ta'rīkh Rusul wa al-Mulūk)》에서는 호르미즈드 1세의 아들, 즉 샤푸르 1세의 손자로 기록되어 있다.
다른 세 명의 왕자(호르미즈드 1세, 샤푸르 1세, 나르세스 1세)를 낳은 왕비와 비교해 바흐람을 낳은 왕비는 지위가 낮은 첩이였다고 짐작된다. 왕자들 중에서 바흐람의 취급은 제일 낮았으며, 샤푸르 1세의 비문중 그의 이름만은 성화(聖火)에 의해 공표되지 않았다. 또한 바흐람이 통치하던 기란은, 제국의 필두로 위치해 있는 아르메니아, 제국의 수도 크테시폰의 남방에 펼쳐진 비옥한 카라케네(메세네), 제국 동부의 대부분을 차지하는 사카 등에 비해 전략적 중요성이 낮은 지역이었다.
하지만 바흐람이라는 이름은, 신의 이름을 붙이는 것으로써 가호를 받는 테오포릭 네임(en:Theophoric name)이다. 팔라비어로 바흐람(Varahrän)이라는 것은 승리라는 뜻이지만, 이것은 본래 조로아스터교의 베레스라그나(Vərəθraγna)신의 어형이다. 파르티아 제국시대의 이 신은, 메소포타미아를 중심으로 퍼진 그리스 신화의 헤라클레스와 동일시 되었었다.
처음으로 바흐람 1세의 모습이 언급된 것은 나그쉐 라쟈브(en:Naqsh-e Rajab)에 있는 아르다시르 1세의 대관식 기념비다. 여기에서는 아르다시르나 아후라 마즈다보다 작은 인물로 묘사되고 있다. 또한 베레스라그나 신의 앞에서 인사를 하여 경의를 표하는 모습으로 그려져 있다. 또한 멧돼지를 모티브로 한 장식을 인장이나 왕관에 붙이고 있다. 이것은 승리의 야자타(아마 전쟁의 승리를 상징하는 베레스라그나라고 생각된다)와의 연결을 강화하려는 의도였다.
4명의 왕자들 중에서 바흐람은 가장 신앙심이 깊었으며, 조로아스터의 교도로서 이름을 높이고 있었다. 형인 호르미즈드 1세가 급사했을 때, 다음의 황제는 카라케네의 왕인 삼남 샤푸르나 사카의 왕인 사남 나르세스 1세가 유력했다. 그러나 바흐람은 혈통의 약점을 마니교의 전파를 우려하는 조로아스터교단과 협력하는 것으로 극복하여 결국 제위에 오를 수 있었다.

## 마니교 박해
바흐람과 협력한 조로아스터교의 모우바단 모우바드 카르티르(Kartir Hangirpe)는 마니교의 창시자이며 예언자인 마니를 처형하였다. 투루판 시에서 출토된 마니교에 대한 기록에 의하면, 마니는 형이 집행되기 전 감옥에서 그대로 죽은 것으로 되어있다. 그러나 후세의 마니교도들이 남긴 종교 문서류나 전설 등에서는 마니의 죽음을 순교자로 과대하게 왜곡하거나 윤색한 것도 많아, 가죽을 벗겨진 마니가 아직 살아 있다는 소문이 떠돌았다. 또한 아라비아어의 일화집 중에는 짚이 가득 채워진 마니의 가죽이 가끔 샤푸르 도시의 성문에 매달아지곤 했다는 이야기도 있다.
조로아스터교단의 도움을 받아 제위에 오른 바흐람 1세의 입장에 의하면 마니교의 박해는 필연적인 것이었다. 그동안 아무런 제재를 받지 않았던 마니교는 당시 널리 퍼져 있는 상태였지만, 대다수가 박해받아 처형되었다.

## 로마제국과의 관계
로마 제국 시리아 속주의 남부 경계 지대의 주요 도시 팔미라에서는 오데나투스(en:Septimius Odaenathus)의 아내 제노비아가 어린 아들인 바발라투스(en:Vaballathus)를 아우구스투스(인명을 가리키는 것은 아니고 황제라는 의미)라고 칭했다. 그와 동시에 스스로는 아우그스타(아우구스투스의 여성형)라고 자칭하면서 팔미라 왕국의 섭정으로서 지위를 굳히고, 지배 영역을 로마 제국의 근처까지 확대시켰다. 결국 로마의 황제 아우렐리아누스는 272년에 팔미라 토벌을 위해 군대를 움직였다. 이 사실을 들은 제노비아는 사산 왕조에 지원을 요구하였고, 바흐람은 병사를 파견했다. 그러나 싸움에 진 제노비아는 퇴각하여 사산 왕조에 망명을 하려 하였지만, 유프라테스강의 근처에서 로마군에게 포박되었다.
바흐람은 로마 황제에게 평화를 제의하기 위해 공사를 로마에 파견했으며, 아우렐리아누스는 바흐람의 제의를 받고 휴전 협정을 수락하였다. 또한 아우렐리아누스가 로마에서 개선식을 실시한 274년에 페르시아는 로마 황제의 비위를 맞추기 위해 개선식에 사절을 파견하지 않으면 안 되었다.
하지만 그러한 노력에도 불구하고 275년에 로마는 사산 왕조에 전쟁을 선포했다. 그러나 아우렐리아누스가 보스포루스 해협 근처에 다달했을 때 부하들 중엔 원정을 저지하려는 음모가 조장되었다. 결국 아우렐리아누스는 비잔티움과 페린투스(en:Perinthus) 사이의 진지에 도달했을 때 암살당했다.

## 참조
- Rawlinson, The Seven Great Monarchies of the Ancient Eastern World (Vol. 7) 1867, Oxford. Ch. V.